# Região Econômica do Extremo Oriente
A Região Econômica do Extremo Oriente (russo: Дальневосто́чный экономи́ческий райо́н, tr.: Dalnevostochny ekonomicheski raion) é uma das doze Regiões Econômicas da Rússia.

A Rússia e a Região Econômica do Extremo Oriente

Esta Região, banhada pelo Oceano Pacífico, tem como principais cidades Khabarovsk, Yakutsk, Vladivostok e Komsomolsk-on-Amur. É relevante a produção de máquinas e, entre otros setores, se destacam também a silvicultura, a pesca, a caça e as peles. A ferrovia Transiberiana acompanha o rio Amur e o rio Ussuri, para terminar no porto de Vladivostok.
Tem uma superfície de 6.216.000 km², com uma população de 7.463.000 habitantes (uma densidade de 1,2 hab/km²), dos quais 76% é população urbana.

## Composição
1. República da Iacútia
2. Krai de Kamchatka
3. Krai de Khabarovsk
4. Krai do Litoral
5. Okrug Autônomo de Chukotka
6. Oblast Autônomo Judáico
7. Oblast de Amur
8. Oblast de Magadan
9. Oblast das Sacalinas

## Indicadores socioeconômicos
Os salários são aparentemente altos no Extremo Oriente da Rússia, mas a população não se sente segura a respeito da continuidade de seus empregos e do pagamento integral de seus salários. Também é superior à média nacional nesta Região a proporção de funcionários públicos, assim como a sensação de que sua forma de vida não é sustentável. A população está emigrando a um rítmo muito elevado, de um modo que reflete a falta de confiança em que a vida melhore na Região. A expectativa de vida é menor do que a média russa.